# Nadie conoce a nadie
Nadie conoce a nadie es una película española estrenada en 1999. Dirigida por Mateo Gil, está basada en la novela homónima, escrita por Juan Bonilla y publicada en 1996.

## Argumento
Simón, un aspirante a escritor frustrado que se dedica a escribir crucigramas para un periódico, recibe un misterioso encargo: debe incluir la palabra Adversario el próximo Domingo de Ramos en su crucigrama, bajo amenaza. 
Tras acceder a este chantaje, Simón ve cómo se suceden una serie de catástrofes que le hacen sospechar de su compañero de piso, Sapo, distanciarse de su novia, Ariadna, y buscar la ayuda de María, una compañera del periódico, para investigar estos extraños sucesos. Todo esto ocurre en la ciudad de Sevilla como telón de fondo y durante la Semana Santa, lo que contribuye a la confusión con nazarenos con pistolas láser, juegos de rol en el recinto de la Expo 92 y acusaciones que acaban inculpando al propio Simón de los crímenes cometidos.

## Personajes
Simón: es el protagonista de la película. Tras recibir como encargo incluir en el crucigrama del Domingo de Ramos la palabra "adversario", el propio Domingo alguien misterioso le entrega una nota que pone "Busca la Salvación". Simón interpreta esto como que debe ir a la iglesia de La Salvación (El Salvador). Una vez en la puerta, salen tres personas vomitando y asfixiándose. Esto provoca que vaya a ver a María, quien le enseña una foto con el mismo dibujo que ha visto en el ordenador de su compañero de piso, Sapo, lo que le hace desconfiar de él.
Sapo: En toda la película no se descubre su verdadero nombre. Tras ver en una foto el mismo símbolo que tiene él en su ordenador, Simón encuentra "Génesis", contando una supuesta infancia de Sapo, donde el padre salía de penitente todos los años en su hermandad favorita, para quitarse los pecados que perpetua todos los días del año a pegarle a su mujer y a su hijo. Tras matar a la madre, en el relato pone que Sapo se encerró en el cuarto de baño de su casa, donde vio como su reflejo le sonreía, y que mató a su padre, haciéndolo pasar por un accidente. María refuta la historia con que el padre de Sapo murió de cáncer. Acaba matando a todos los jugadores salvo a Simón reventando el pabellón de la Santa Sede de la Expo 92.
María: ayuda a Simón a descubrir detalles sobre los jugadores. Se descubre que es jugadora del propio juego casi al final. Acaba siendo asesinada por Sapo, al reventar el edificio de la Expo 92.

## Premios y galardones
2000: Ganó el premio Goya a los mejores efectos especiales.

## Reparto
| Intérprete                  | Personaje                       |
| --------------------------- | ------------------------------- |
| Eduardo Noriega             | Simón Cárdenas                  |
| Jordi Mollà                 | Sapo                            |
| Natalia Verbeke             | María                           |
| Paz Vega                    | Ariadna                         |
| Pedro Álvarez-Ossorio       | Padre Andrés                    |
| Mauro Rivera                | Rocha                           |
| Jesús Olmedo                | Brujo                           |
| Críspulo Cabezas            | Pirata                          |
| Joserra Cadiñanos           | Dinamitero                      |
| José Manuel Seda            | Capa                            |
| Richard Henderson           | Hernández                       |
| José Cantero                | Presidente                      |
| Anne Deluz                  | Madre de Sapo                   |
| Petra Martínez              | Encargada del Archivo de Indias |
| Pablo Matilla               | Capillita                       |
| Manuel Morón                | Jefe de redacción               |
| Joaquín Notario             |                                 |
| José Rodríguez Quintos      |                                 |
| Juan Carlos Roldán          | Presentador                     |
| Lucio Romero                | Hermano mayor                   |
| José Salas                  | Sacerdote                       |
| Silvia Sánchez              | Reportera                       |
| Agustín Ustárroz            | L. Vázquez                      |
| Alejandro Amenábar          | Chico en el Bar 1               |
| Mateo Gil                   | Chico en el Bar 2               |
| Juan Carlos Martínez Antuña | Nazareno                        |